# Правда про жінок
«Правда про жінок» (англ. The Truth About Women) — британська комедія 1957 року.

## Сюжет
Чоловік згадує свої відносини з численними жінками і намагається на основі свого досвіду допомогти знайомому в справі спілкування з протилежною статтю.

## У ролях
| Актор             | Роль                |
| ----------------- | ------------------- |
| Лоуренс Гарві     | сер Гемфрі Тавісток |
| Джулі Гарріс      | Гелен Купер         |
| Діана Чіленто     | Амброзіні Віней     |
| Май Зеттерлінг    | Джулі               |
| Ева Габор         | Луїза Тіере         |
| Роланд Калвер     | Чарльз Тавісток     |
| Вілфрид Хайд-Вайт | сер Джордж Тавісток |
| Маріус Горінг     | Отто Керштейн       |
| Майкл Денісон     | Ролло               |
| Жослін Лейн       | Саїда               |

| Актор              | Роль          |
| ------------------ | ------------- |
| Дерек Фарр         | Ентоні        |
| Еліна Лабурдетт    | графиня       |
| Гріффіт Джонс      | сер Джеремі   |
| Катрін Бойл        | Діана         |
| Ліза Гастоні       | Марія Магуайр |
| Джон Глін-Джонс    | Рейвен        |
| Торлі Волтерс      | Тревор        |
| Гел Осмонд         | Бейкер        |
| Амброзіні Філлпотс | леді Тавісток |
| Крістофер Лі       | Франсуа Тьєрс |